# Abegoaria
Abegoaria é um sítio povoado da freguesia do Caniço, Ilha da Madeira. Compõe em conjunto com a Ribeira dos Pretetes (incluindo as Fontes, Pomar e Pinheirinho) e o Palheiro Ferreiro (Parte do Caniço), a Paroquia das Eiras.
É na Abegoaria que estão localizados o Complexo Habitacional das Figueirinhas e o Estabelecimento Prisional do Funchal.